# Alpiner Australia New Zealand Cup 2018
Die Saison 2018 des alpinen Australia New Zealand Cups wurde von Ende August bis Anfang September 2018 an drei Austragungsorten in Australien und Neuseeland veranstaltet und war – wie auch die anderen Kontinentalrennserien des internationalen Ski-Verbandes FIS – ein Unterbau zum Weltcup. Sie zählt laut FIS-Regularien bereits zur jahresübergreifenden Wettbewerbssaison 2018/2019. Für Herren und Damen wurden jeweils zehn Rennen am selben Ort organisiert. 

## Cupwertungen

### Gesamt
| Rang | Athlet              | Punkte |
| ---- | ------------------- | ------ |
| 1    | Adam Žampa          | 660    |
| 2    | Maarten Meiners     | 389    |
| 3    | Sam Maes            | 370    |
| 4    | Christian Borgnaes  | 279    |
| 5    | Steffan Winkelhorst | 256    |
| 5    | Adam Barwood        | 256    |

| Rang | Athletin         | Punkte |
| ---- | ---------------- | ------ |
| 1    | Alice Robinson   | 456    |
| 2    | Charlotte Chable | 446    |
| 3    | Piera Hudson     | 425    |
| 4    | Neja Dvornik     | 412    |
| 5    | Lena Dürr        | 320    |

### Super-G
| Rang | Athlet             | Punkte |
| ---- | ------------------ | ------ |
| 1    | Maarten Meiners    | 200    |
| 2    | Christian Borgnaes | 160    |
| 3    | Willis Feasey      | 110    |
| 4    | Daniele Sette      | 105    |
| 5    | Adam Barwood       | 85     |

| Rang | Athletin        | Punkte |
| ---- | --------------- | ------ |
| 1    | Alice Robinson  | 200    |
| 2    | Alexandra Hull  | 160    |
| 3    | Georgia Bushell | 120    |
| 4    | Rebecca Brown   | 100    |
| 5    | Lily Tomkinson  | 90     |

### Riesenslalom
| Rang | Athlet          | Punkte |
| ---- | --------------- | ------ |
| 1    | Sam Maes        | 320    |
| 2    | Adam Žampa      | 300    |
| 3    | Maarten Meiners | 189    |
| 4    | Nicholas Iliano | 172    |
| 5    | Ian Gut         | 132    |

| Rang | Athletin         | Punkte |
| ---- | ---------------- | ------ |
| 1    | Lena Dürr        | 320    |
| 2    | Piera Hudson     | 210    |
| 3    | Alice Robinson   | 180    |
| 4    | Charlotte Chable | 166    |
| 5    | Katharina Truppe | 150    |

### Slalom
| Rang | Athlet              | Punkte |
| ---- | ------------------- | ------ |
| 1    | Adam Žampa          | 360    |
| 2    | Steffan Winkelhorst | 174    |
| 3    | Marc Rochat         | 160    |
| 4    | Ryūnosuke Ōkoshi    | 134    |
| 5    | Max Roeisland       | 133    |

| Rang | Athletin         | Punkte |
| ---- | ---------------- | ------ |
| 1    | Neja Dvornik     | 290    |
| 2    | Charlotte Chable | 280    |
| 3    | Piera Hudson     | 215    |
| 4    | Reece Bell       | 177    |
| 5    | Charlie Guest    | 150    |

## Podestplatzierungen Herren
| Datum      | Ort                | Disziplin    | 1. Platz            | 2. Platz             | 3. Platz                            |
| ---------- | ------------------ | ------------ | ------------------- | -------------------- | ----------------------------------- |
| 20.08.2018 | Mount Hotham (AUS) | Riesenslalom | Adam Žampa          | Sam Maes             | Ian Gut                             |
| 22.08.2018 | Mount Hotham (AUS) | Riesenslalom | Adam Žampa          | Nicholas Iliano      | Sam Maes                            |
| 23.08.2018 | Mount Hotham (AUS) | Slalom       | Steffan Winkelhorst | Adam Žampa           | Max Roeisland                       |
| 24.08.2018 | Mount Hotham (AUS) | Slalom       | Adam Žampa          | Louis Muhlen-Schulte | Alex Leever                         |
| 27.08.2018 | Coronet Peak (NZL) | Riesenslalom | Adam Žampa          | Sam Maes             | Steffan Winkelhorst Maarten Meiners |
| 28.08.2018 | Coronet Peak (NZL) | Riesenslalom | Sam Maes            | Mathias Graf         | Mattias Rönngren                    |
| 29.08.2018 | Coronet Peak (NZL) | Slalom       | Marc Rochat         | Adam Žampa           | Sandro Simonet                      |
| 30.08.2018 | Coronet Peak (NZL) | Slalom       | Adam Žampa          | Johannes Strolz      | Marc Rochat                         |
| 05.09.2018 | Mount Hutt (NZL)   | Super-G      | Maarten Meiners     | Christian Borgnaes   | Willis Feasey                       |
| 05.09.2018 | Mount Hutt (NZL)   | Super-G      | Maarten Meiners     | Christian Borgnaes   | Daniele Sette                       |

## Podestplatzierungen Damen
| Datum      | Ort                | Disziplin    | 1. Platz         | 2. Platz                | 3. Platz        |
| ---------- | ------------------ | ------------ | ---------------- | ----------------------- | --------------- |
| 20.08.2018 | Mount Hotham (AUS) | Riesenslalom | Lena Dürr        | Alice Robinson          | Piera Hudson    |
| 22.08.2018 | Mount Hotham (AUS) | Riesenslalom | Lena Dürr        | Charlotte Chable        | Piera Hudson    |
| 23.08.2018 | Mount Hotham (AUS) | Slalom       | Charlotte Chable | Madison Hoffman         | Neja Dvornik    |
| 24.08.2018 | Mount Hotham (AUS) | Slalom       | Neja Dvornik     | Reece Bell              | Piera Hudson    |
| 27.08.2018 | Coronet Peak (NZL) | Riesenslalom | Alice Robinson   | Alex Tilley             | Lena Dürr       |
| 28.08.2018 | Coronet Peak (NZL) | Riesenslalom | Katharina Truppe | Maryna Gąsienica-Daniel | Lena Dürr       |
| 29.08.2018 | Coronet Peak (NZL) | Slalom       | Charlotte Chable | Neja Dvornik            | Piera Hudson    |
| 30.08.2018 | Coronet Peak (NZL) | Slalom       | Charlie Guest    | Charlotte Chable        | Amelia Smart    |
| 05.09.2018 | Mount Hutt (NZL)   | Super-G      | Alice Robinson   | Alexandra Hull          | Georgia Bushell |
| 05.09.2018 | Mount Hutt (NZL)   | Super-G      | Alice Robinson   | Alexandra Hull          | Georgia Bushell |